# Ivica Jerak
Ivica Jerak (Debeljak, Hrvatska, 12. listopada 1962. – Husaybah, Irak, 25. kolovoza 2005.) bio je hrvatsko-američki član Specijalnih snaga SAD-a i Delta Force operator.

## Rani život
Jerakovo rodno mjesto je Debeljak, u općini Sukošan, u blizini Zadra. U Hrvatskoj je proveo djetinjstvo sa starijom braćom, sestrom i roditeljima.

## SAD
1985., nakon što je završio srednju školu (Pomorska škola, smjer: nautičar), Jerak je emigrirao u SAD, u Houston, Texas, i 19. siječnja 1988. se prijavio kao medicinski specijalist (91B) u Vojsci SAD-a te nakon završetka osnovne obuke je dodijeljen 3. vodu, 690. medicinskoj satniji 14. borbene potporne bolnice. Tečaj za medicinskog narednika (18D) Specijalnih snaga završio je u Školi i centru specijalnog ratovanja John F. Kennedy. Zatim je bio član 10. grupe Specijalnih snaga. Njegova posljednja pozicija bila je asistent vođe tima u 1. operativnom odredu specijalnih snaga–Delta, postrojba u medijima najviše poznata kao Delta Force.
Odlikovan je s ukupno 47 odličja za operacije u Kuwaitu, Saudijskoj Arabiji, Afganistanu i Iraku. Jedna od njegovih prvih rotacija bila je u Bosni, gdje je radi tečnosti u hrvatskom jeziku, bio obavještajni sakupljač korištenjem ljudskih izvora (HUMINT) kako bi ulovili ratne zločince. 25. kolovoza 2005., zajedno s troje suboraca (narednik prve klase (SFC) Trevor Diesing (30), SFC Obediah Kolath (zbog ozljeda preminuo 28. kolovoza u Regionalnom medicinskom centru Landstuhl, Njemačka) i kaplar (CPL) Tim Shea (22), Ranger), Ivica je smrtno stradao zbog detonacije improvizirane eksplozivne naprave u Husaybahu, na sjeveru Iraka. Pokopan je 9. rujna 2005. na Nacionalnom groblju Arlington, imao je 42 godine i triput je nagrađen Ljubičastim srcem. U njegovu čast, u ponedjeljak 16. ožujka 2009., u Debeljaku, rodnom Ivičinom mjestu, uz prisustvo američkog veleposlanika u Hrvatskoj Roberta Bradtkea i ministra Božidara Kalmete, otvorena je sportska dvorana koja nosi njegovo ime, park ispred vrtića te obnovljena zgrada i igralište područne osnovne škole. Projekt izgradnje sportske dvorane sufinancirala je Američka vojska sa 700.000 kuna.

## Vanjske poveznice
- Hrvat koji je poginuo kao američki junak (Večernji list, objavljeno 4. travnja 2016., pristupljeno 4. travnja 2016.)